# Хроматична аберація

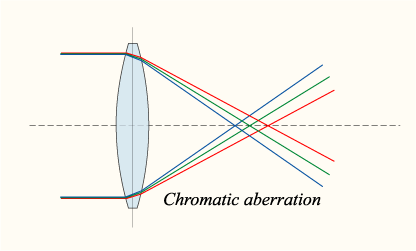

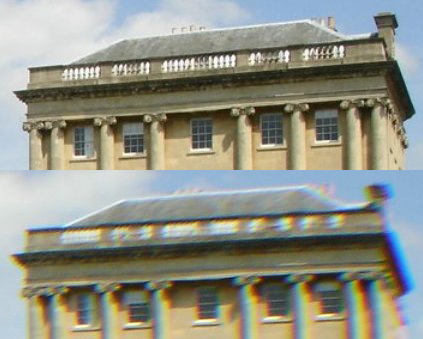
Хроматична аберація. Верхнє зображення показує фотографію, зроблену за допомогою вбудованого об'єктиву цифрової камери (Sony V3). Нижня фотографія зроблена тієї ж камерою, але з додатковим ширококутним об'єктивом.

Хроматична аберація — вид аберації оптичних систем, викривлення зображень, отриманих в немонохроматичному (наприклад, білому) світлі.
Хроматичні аберації зумовлені дисперсією світла в лінзах і призмах оптичної системи і виявляються в утворенні кольорової облямівки навколо контрастних елементів зображення.
Зменшення (усунення) хроматичних аберацій досягається застосуванням оптичних систем ахроматів й апохроматів. Вони складаються з двох (чи більше) лінз, які виготовляють із різних сортів оптичного скла (із різними показниками заломлення). 